# Bellator 53
 Bellator LIII  foi um evento de artes marciais mistas organizado pelo Bellator Fighting Championships, ocorrido em 8 de outubro de 2011 no Buffalo Run Hotel & Casino em Miami, Oklahoma. O evento foi transmitido ao vivo na MTV2.

## Background
Esse evento contou com as semifinais do Torneio Meio Médio da Quinta Temporada.
O evento acumulou aproximadamente 103,000 telespectadores na MTV2.